# Hammeschleuse Ritterhude
Die Schleuse Ritterhude, auch Ritterhuder Schleuse bzw. Hammeschleuse Rittehude genannt, befindet sich am Flusskilometer 25,30 in der niedersächsischen Gemeinde Ritterhude. Sie stammt aus dem letzten Drittel des 19. Jahrhunderts. Aktuell (2025) wird sie als Schleuse genutzt. Das Bauwerk steht seit 1985 unter Denkmalschutz und ist gelistet unter der ID 25078444 in der Liste der Baudenkmale in Ritterhude.

## Geschichte und Beschreibung
Die Hamme ist der etwa 48 Kilometer lange rechte Quellfluss der Lesum, eines rechten Nebenflusses der Weser. An der Hamme gibt es drei Kammerschleusen in Hartheckel, Teufelsmoor und Ritterhude. Vor 1875 wurde das Einzugsgebiet der Hamme regelmäßig von Überschwemmungen heimgesucht, die zu umfangreichen Schlickablagerungen führten. Durch den Bau des Sperrwerkes und der Schleuse von 1874 bis 1875 wurde dies verhindert. Sie stellt die Grenze zum tideabhängigen Unterlauf des Flusses da und dient der Regulierung der Überflutungen der rund 40.000 Hektar großen Hammeniederung in Verbindung mit den Deichen.
Die Schleusenkammer aus Beton ist 26,00 Meter lang und 6,30 Meter breit sowie 4,00 Meter hoch. Neben dieser Schutzfunktion dient die Schleuse auch als Schifffahrtsschleuse, indem sie die Wasserfahrzeugen ermöglicht, die unterschiedlichen Wasserstände zu überwinden. Die Schleusung erfolgt durch einen Schleusenwärter des Gewässer- und Landschaftspflegeverbandes Teufelsmoor (GLV). Durch den Ausbau der Unterweser ist der mittlere Tidenhub als Unterschied zwischen Hoch- und Niedrigwasser, in Ritterhude von einst 0,45 Meter, auf heute 2,90 Meter angestiegen.
Das Landesdenkmalamt befand u. a.: „… orts- und technikgeschichtlicher, anlagentypischer und landschaftsbildprägender Zeugniswert… .“

## Bilder

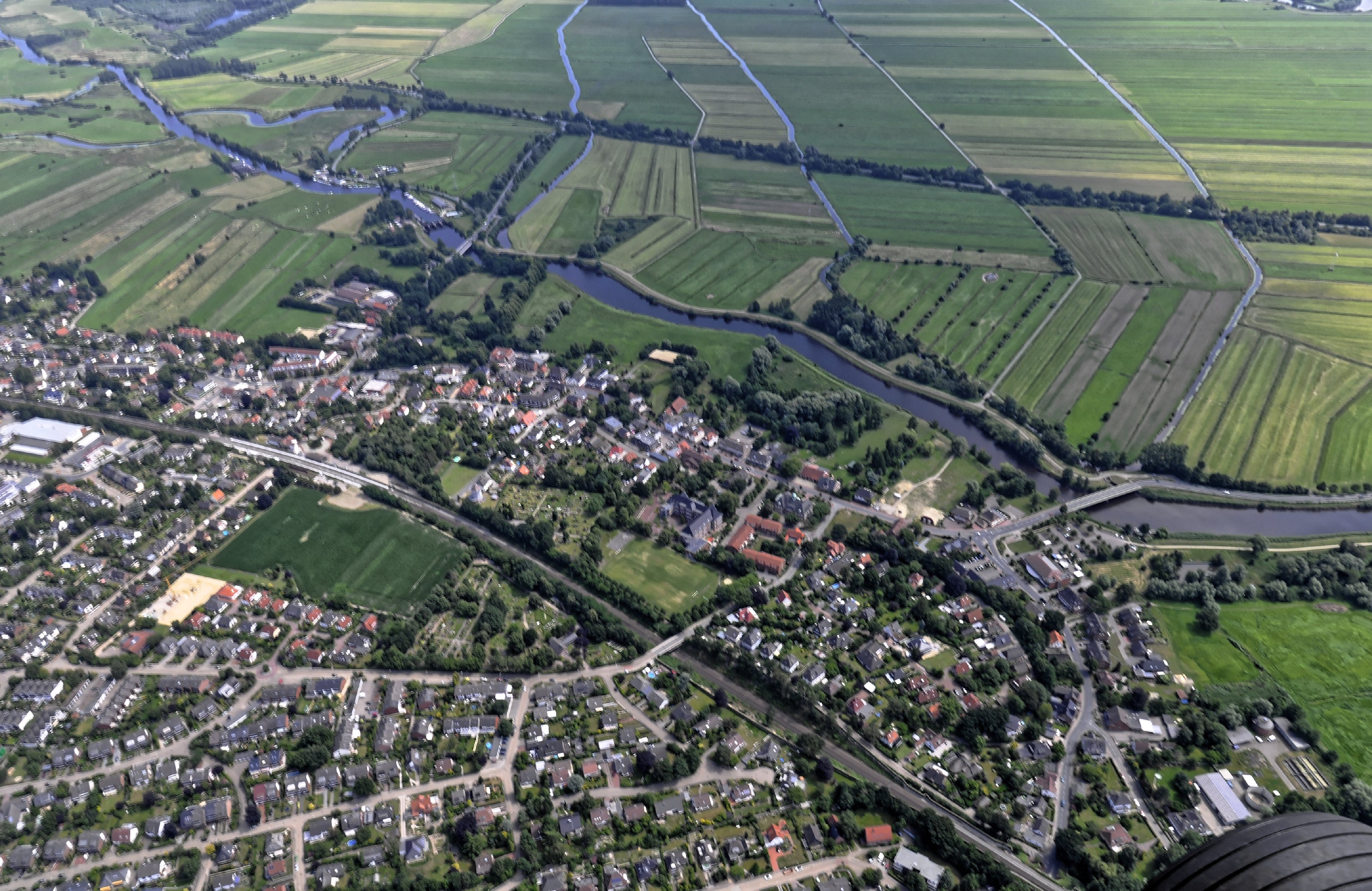
Ritterhude, Hamme und oben links Schleuse
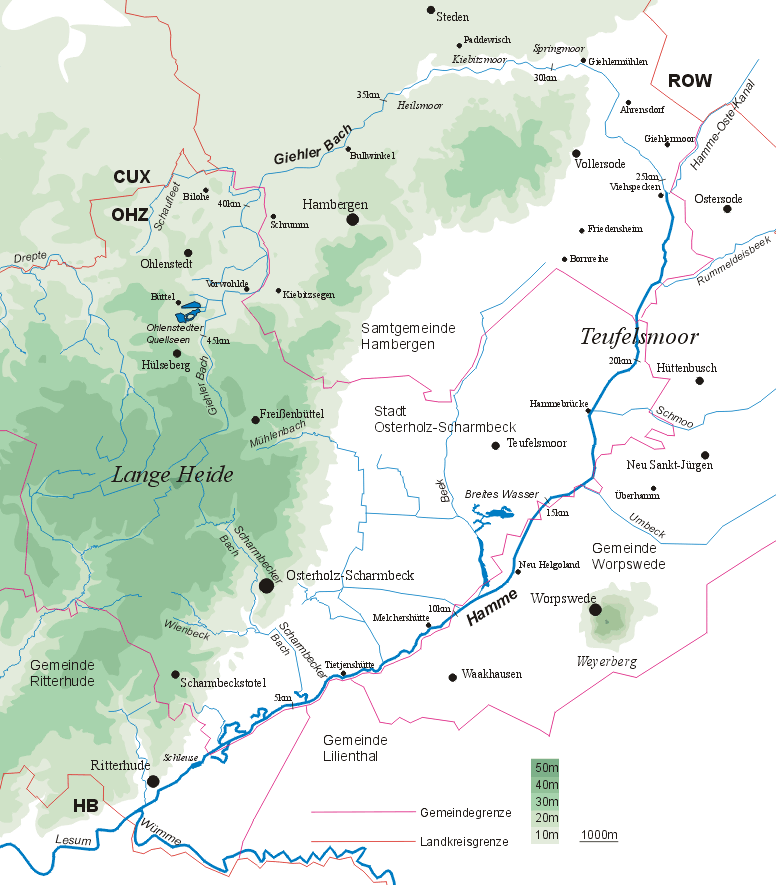
Flussgebiet Hamme